# Кубок світу з біатлону 2013—2014 — етап 5
П'ятий етап Кубка світу з біатлону 2013—14 проходитиме в Рупольдінгу, Німеччина, з 8 по 12 січня 2014 року. До програми етапу включено 6 гонок: чоловіча та жіноча естафети, індивідуальна гонка, гонка переслідування у чоловіків та жінок.

## Гонки
Розклад гонок наведено нижче.
| Дата     | Час       | Гонка                               |
| -------- | --------- | ----------------------------------- |
| 8 січня  | 14:30 CET | Жінки, естафета 4х6 км              |
| 9 січня  | 14:30 CET | Чоловіки, естафета 4х7,5 км         |
| 10 січня | 14:15 CET | Жінки, індивідуальна гонка 15 км    |
| 11 січня | 12:45 CET | Чоловіки, індивідуальна гонка 20 км |
| 12 січня | 11:15 CET | Жінки, переслідування 10 км         |
| 12 січня | 13:25 CET | Чоловіки, переслідування 12,5 км    |

## Чоловіки

### Призери
| Гонка:                                                                             | Золото:                                                                | Час                                           | Срібло:                                                            | Час                                                       | Бронза:                                                         | Час                                                       |
| Естафета 4х7,5 км Протокол [Архівовано 4 жовтня 2015 у Wayback Machine.]           | Австрія Крістоф Зуманн Даніель Мезотіч Домінік Ландертінгер Сімон Едер | 1:15:40.9 (0+0) (0+2) (0+2) (0+2) (0+1) (0+0) | Німеччина Крістоф Штефан Андреас Бірнбахер Ерік Лессер Сімон Шемпп | 1:15:41.0 (0+0) (0+3) (0+1) (0+0) (0+0) (0+3) (0+1) (0+1) | Росія Олексій Волков Євген Устюгов Дмитро Малишко Антон Шипулін | 1:15:55.8 (0+0) (0+1) (0+1) (0+0) (0+2) (0+1) (0+2) (0+0) |
| Індивідуальна гонка 20 км Протокол [Архівовано 15 вересня 2015 у Wayback Machine.] | Еміль Хегле Свендсен Норвегія                                          | 48:58.5 (1+0+0+0)                             | Олексій Волков Росія                                               | 49:13.3 (0+0+0+0)                                         | Євген Устюгов Росія                                             | 49:15.0 (0+1+0+0)                                         |
| Переслідування 12,5 км Протокол [Архівовано 15 вересня 2015 у Wayback Machine.]    | Еміль Хегле Свендсен Норвегія                                          | 32:38.2 (0+0+0+0)                             | Яков Фак Словенія                                                  | 32:56.2 (0+0+0+0)                                         | Євген Гаранічев Росія                                           | 32:59.6 (1+0+0+0)                                         |

## Жінки

### Призери
| Гонка:                                                                           | Золото:                                                            | Час                                           | Срібло:                                                                             | Час                                           | Бронза:                                                                  | Час                                                       |
| Естафета 4х6 км Протокол [Архівовано 5 березня 2016 у Wayback Machine.]          | Росія Катерина Глазиріна Ольга Зайцева Ірина Старих Ольга Вілухіна | 1:09:42.2 (0+1) (0+1) (0+1) (0+2) (0+0) (0+1) | Німеччина Франціска Пройс Еві Захенбахер-Штеле Лаура Дальмаєр Франціска Гільдебранд | 1:09:48.4 (1+3) (0+1) (0+0) (0+1) (0+0) (0+0) | Норвегія Тіріл Екгофф Анн Крістін Флатланд Сіннове Солемдаль Тура Бергер | 1:09:58.9 (0+2) (2+3) (0+0) (0+1) (0+0) (0+0) (0+1) (0+1) |
| Індивідуальна гонка 15 км Протокол [Архівовано 13 січня 2014 у Wayback Machine.] | Габріела Соукалова Чехія                                           | 40:32.6 (0+1+0+0)                             | Дарія Домрачова Білорусь                                                            | 41:06.9 (0+0+0+2)                             | Вероніка Віткова Чехія                                                   | 41:11.2 (0+0+0+0)                                         |
| Переслідування 10 км Протокол [Архівовано 12 січня 2014 у Wayback Machine.]      | Габріела Соукалова Чехія                                           | 30:39.8 (0+0+0+0)                             | Тура Бергер Норвегія                                                                | 30:49.5 (1+0+0+0)                             | Кайса Мякяряйнен Фінляндія                                               | 31:18.7 (2+0+0+1)                                         |

## Досягнення
Найкращий виступ за кар'єру
|  |  |

Перша гонка в Кубку світу
|  |  |